# Squadra canadese di Coppa Davis
La squadra canadese di Coppa Davis rappresenta il Canada nella Coppa Davis, ed è posta sotto l'egida della Tennis Canada.
La squadra partecipa alla competizione dal 1913, e per la prima volta nel 2022 ottiene il titolo di campione mondiale. 
Il precedente miglior risultato è stato la qualificazione alle finali dell'edizione 2019, vinte il 24 novembre 2019 dalla squadra spagnola. Alle finali la squadra canadese si era qualificata anche nell'edizione d'esordio del 1913.In quell'epoca la formula era diversa, in quanto veniva organizzato un torneo fra tutte le partecipanti il cui vincitore avrebbe poi affrontato la squadra britannica, già qualificata di diritto nel cosiddetto Challenge Round. Il Canada riuscì a qualificarsi alla finale di tale torneo preliminare dove fu però sconfitto dagli Stati Uniti, che riuscirono poi a sconfiggere anche i britannici per aggiudicarsi la manifestazione. 

## Risultati
= Incontro del Gruppo Mondiale

### 2010-2019
| Anno | Turno                          | Data            | Sede                 | Avversario      | Punteggio | Esito     |
| ---- | ------------------------------ | --------------- | -------------------- | --------------- | --------- | --------- |
| 2010 | Gruppo I, 2º turno             | 5-7 marzo       | Bogotà (COL)         | Colombia        | 1–4       | Sconfitta |
| 2010 | Gruppo I, Playoff 2º turno     | 17-19 settembre | Toronto (CAN)        | Rep. Dominicana | 5–0       | Vittoria  |
| 2011 | Gruppo I, 1º turno             | 4-6 marzo       | Metepec (MEX)        | Messico         | 4–1       | Vittoria  |
| 2011 | Gruppo I, 2º turno             | 8-10 luglio     | Guayaquil (ECU)      | Ecuador         | 3–2       | Vittoria  |
| 2011 | Spareggi Gruppo Mondiale       | 16-18 settembre | Ramat HaSharon (ISR) | Israele         | 3–2       | Vittoria  |
| 2012 | Gruppo Mondiale, 1º turno      | 10-12 febbraio  | Vancouver (CAN)      | Francia         | 1–4       | Sconfitta |
| 2012 | Spareggi Gruppo Mondiale       | 14-16 settembre | Montréal (CAN)       | Sudafrica       | 4–1       | Vittoria  |
| 2013 | Gruppo Mondiale, 1º turno      | 1-3 febbraio    | Vancouver (CAN)      | Spagna          | 3–2       | Vittoria  |
| 2013 | Gruppo Mondiale, Quarti        | 5-7 aprile      | Vancouver (CAN)      | Italia          | 3–1       | Vittoria  |
| 2013 | Gruppo Mondiale, Semifinale    | 13-15 settembre | Belgrado (SRB)       | Serbia          | 2–3       | Sconfitta |
| 2014 | Gruppo Mondiale, 1º turno      | 31 gen.-2 feb.  | Tokyo (JPN)          | Giappone        | 1–4       | Sconfitta |
| 2014 | Spareggi Gruppo Mondiale       | 12-14 settembre | Halifax (CAN)        | Colombia        | 3–2       | Vittoria  |
| 2015 | Gruppo Mondiale, 1º turno      | 6-8 marzo       | Vancouver (CAN)      | Giappone        | 3–2       | Vittoria  |
| 2015 | Gruppo Mondiale, Quarti        | 17-19 luglio    | Middelkerke (BEL)    | Belgio          | 0–5       | Sconfitta |
| 2016 | Gruppo Mondiale, 1º turno      | 4-6 marzo       | Guadalupa (FRA)      | Francia         | 0-5       | Sconfitta |
| 2016 | Spareggi Gruppo Mondiale       | 16-18 settembre | Halifax (CAN)        | Cile            | 5-0       | Vittoria  |
| 2017 | Gruppo Mondiale, 1º turno      | 3-5 febbraio    | Ottawa (CAN)         | Regno Unito     | 2-3       | Sconfitta |
| 2017 | Spareggi Gruppo Mondiale       | 15-17 settembre | Edmonton (CAN)       | India           | 3-2       | Vittoria  |
| 2018 | Gruppo Mondiale, 1º turno      | 2-4 febbraio    | Osijek (HRV)         | Croazia         | 1-3       | Sconfitta |
| 2018 | Spareggi Gruppo Mondiale       | 15-17 settembre | Toronto (CAN)        | 🇳🇱 Paesi Bassi  | 3-1       | Vittoria  |
| 2019 | Qualificazioni Gruppo Mondiale | 2-4 febbraio    | Bratislava (SVK)     | Slovacchia      | 3-2       | Vittoria  |
| 2019 | Gruppo Mondiale, Round Robin   | 18 novembre     | Madrid (ESP)         | Italia          | 2-1       | Vittoria  |
| 2019 | Gruppo Mondiale, Round Robin   | 19 novembre     | Madrid (ESP)         | Stati Uniti     | 2-1       | Vittoria  |
| 2019 | Gruppo Mondiale, Quarti        | 21 novembre     | Madrid (ESP)         | Australia       | 2-1       | Vittoria  |
| 2019 | Gruppo Mondiale, Semifinale    | 23 novembre     | Madrid (ESP)         | Russia          | 2-1       | Vittoria  |
| 2019 | Gruppo Mondiale, Finale        | 24 novembre     | Madrid (ESP)         | Spagna          | 0-2       | Sconfitta |

### 2020-2029
| Anno | Turno                          | Data         | Sede             | Avversario    | Punteggio | Esito     |
| ---- | ------------------------------ | ------------ | ---------------- | ------------- | --------- | --------- |
| 2021 | Gruppo Mondiale, Round Robin   | 25 novembre  | Madrid (ESP)     | Svezia        | 0-3       | Sconfitta |
| 2021 | Gruppo Mondiale, Round Robin   | 28 novembre  | Madrid (ESP)     | Kazakistan    | 0-3       | Sconfitta |
| 2022 | Qualificazioni Gruppo Mondiale | 4-5 marzo    | L'Aja (NLD)      | Paesi Bassi   | 0-4       | Sconfitta |
| 2022 | Gruppo Mondiale, Round Robin   | 13 settembre | Valencia (ESP)   | Corea del Sud | 2-1       | Vittoria  |
| 2022 | Gruppo Mondiale, Round Robin   | 16 settembre | Valencia (ESP)   | Spagna        | 2-1       | Vittoria  |
| 2022 | Gruppo Mondiale, Round Robin   | 17 settembre | Valencia (ESP)   | Serbia        | 1-2       | Sconfitta |
| 2022 | Gruppo Mondiale, Quarti        | 24 novembre  | Malaga (ESP)     | Germania      | 2-1       | Vittoria  |
| 2022 | Gruppo Mondiale, Semifinale    | 26 novembre  | Malaga (ESP)     | Italia        | 2-1       | Vittoria  |
| 2022 | Gruppo Mondiale, Finale        | 27 novembre  | Malaga (ESP)     | Australia     | 2-0       | Campione  |
| 2023 | Gruppo Mondiale, Round Robin   | 13 settembre | Bologna (ITA)    | Italia        | 3-0       | Vittoria  |
| 2023 | Gruppo Mondiale, Round Robin   | 14 settembre | Bologna (ITA)    | Svezia        | 3-0       | Vittoria  |
| 2023 | Gruppo Mondiale, Round Robin   | 16 settembre | Bologna (ITA)    | Cile          | 2-1       | Vittoria  |
| 2023 | Gruppo Mondiale, Quarti        | 22 novembre  | Malaga (ESP)     | Finlandia     | 1-2       | Sconfitta |
| 2024 | Qualificazioni Gruppo Mondiale | 2-3 febbraio | Montréal (CAN)   | Corea del Sud | 3-1       | Vittoria  |
| 2024 | Gruppo Mondiale, Round Robin   | 10 settembre | Manchester (GBR) | Argentina     | 2-1       | Vittoria  |
| 2024 | Gruppo Mondiale, Round Robin   | 12 settembre | Manchester (GBR) | Finlandia     | 3-0       | Vittoria  |
| 2024 | Gruppo Mondiale, Round Robin   | 14 settembre | Manchester (GBR) | Regno Unito   | 2-1       | Vittoria  |
| 2024 | Gruppo Mondiale, Quarti        | 20 novembre  | Malaga (ESP)     | Germania      | 0-2       | Sconfitta |

## Organico 2024
Vengono di seguito illustrati i convocati per ogni singolo turno della Coppa Davis 2024. A sinistra dei nomi la nazione affrontata e il risultato finale. Fra parentesi accanto ai nomi, il ranking del giocatore nel momento della disputa degli incontri (la "d" indica che il ranking corrisponde alla specialità del doppio).
| Quaificazioni Gruppo Mondiale | Quaificazioni Gruppo Mondiale                                                                        |
| Corea del Sud (3-1)           | Gabriel Diallo (132) Alexis Galarneau (211) Liam Draxl (298) Milos Raonic (306) Vasek Pospisil (486) |
| ----------------------------- | --- |

| Gruppo Mondiale Round Robin | Gruppo Mondiale Round Robin | Gruppo Mondiale Round Robin | Gruppo Mondiale Round Robin                                                                                        | Gruppo Mondiale Round Robin |
| Argentina (2-1)             | Finlandia (3-0)             | Regno Unito (2-1)           | Félix Auger-Aliassime (21) Denis Shapovalov (100) Gabriel Diallo (103) Alexis Galarneau (218) Vasek Pospisil (664) |                             |
| --------------------------- | --------------------------- | --------------------------- | --- | --------------------------- |

| Gruppo Mondiale Quarti di finale | Gruppo Mondiale Quarti di finale                                                                         |
| Germania (0-2)                   | Denis Shapovalov (56) Gabriel Diallo (86) Alexis Galarneau (207) Milos Raonic (235) Vasek Pospisil (732) |
| -------------------------------- | --- |

## Statistiche giocatori
Di seguito la classifica dei tennisti canadesi con almeno una partecipazione in Coppa Davis, ordinati in base al numero di vittorie. In caso di parità si tiene conto del maggior numero di incontri disputati; in caso di ulteriore parità viene dato più valore agli incontri in singolare; come quarto e ultimo criterio viene considerata la data d'esordio. In grassetto quelli tuttora in attività.

Aggiornato alla Coppa Davis 2025 (Canada-Ungheria 2-3).
| #  | Tennista              | Singolare | Doppio | Totale |
| -- | --------------------- | --------- | ------ | ------ |
| 1  | Daniel Nestor         | 15-15     | 33-13  | 48-28  |
| 2  | Vasek Pospisil        | 15-14     | 18-13  | 33-27  |
| 3  | Sébastien Lareau      | 17-16     | 11-3   | 28-19  |
| 4  | Grant Connell         | 8-3       | 15-6   | 23-9   |
| 5  | Frédéric Niemeyer     | 9-11      | 13-2   | 22-13  |
| 6  | Milos Raonic          | 17-5      | 2-1    | 19-6   |
| 7  | Frank Dancevic        | 15-21     | 3-1    | 18-22  |
| 8  | Denis Shapovalov      | 14-8      | 4-3    | 18-11  |
| 9  | Mike Belkin           | 14-7      | 3-5    | 17-12  |
| 10 | Lorne Main            | 10-11     | 4-3    | 14-14  |
| 11 | Andrew Sznajder       | 14-10     | 0-0    | 14-10  |
| 12 | Réjean Genois         | 11-9      | 2-5    | 13-14  |
| 13 | Félix Auger-Aliassime | 9-3       | 4-1    | 13-4   |
| 14 | Martin Wostenholme    | 12-8      | 0-0    | 12-8   |
| 15 | Robert Bédard         | 8-15      | 3-7    | 11-22  |
| 16 | Glenn Michibata       | 4-9       | 7-8    | 11-17  |
| 17 | Jack Wright           | 6-20      | 3-11   | 9-31   |
| 18 | Willard Crocker       | 5-11      | 3-5    | 8-16   |
| 19 | Peter Polansky        | 8-6       | 0-2    | 8-8    |
| 20 | Dale Power            | 6-2       | 2-2    | 8-4    |
| 21 | Don Fontana           | 4-8       | 3-7    | 7-15   |
| 22 | Henri Rochon          | 5-11      | 2-3    | 7-14   |
| 23 | Brendan Macken        | 6-8       | 1-5    | 7-13   |
| 24 | Simon Larose          | 6-11      | 1-1    | 7-12   |
| 25 | Tony Bardsley         | 4-6       | 3-2    | 7-8    |
| 26 | John Sharpe           | 3-7       | 2-3    | 5-10   |
| 27 | Alexis Galarneau      | 2-3       | 3-4    | 5-7    |
| 28 | Gabriel Diallo        | 5-5       | 0-1    | 5-6    |
| 29 | Bernie Schwengers     | 3-4       | 2-2    | 5-6    |
| 30 | Paul Willey           | 3-4       | 1-3    | 4-7    |

| #  | Tennista          | Singolare | Doppio | Totale |
| -- | ----------------- | --------- | ------ | ------ |
| 31 | Robert Powell     | 2-3       | 2-2    | 4-5    |
| 32 | Harry Fauquier    | 1-8       | 2-4    | 3-12   |
| 33 | Donald McCormick  | 2-4       | 1-2    | 3-6    |
| 34 | Josef Brabenec    | 2-0       | 1-4    | 3-4    |
| 35 | Chris Pridham     | 3-3       | 0-0    | 3-3    |
| 36 | John Picken       | 3-1       | 0-1    | 3-2    |
| 37 | Keith Carpenter   | 1-4       | 1-6    | 2-10   |
| 38 | Gilbert Nunns     | 2-4       | 0-0    | 2-4    |
| 39 | Stéphane Bonneau  | 2-3       | 0-1    | 2-4    |
| 40 | Philip Bester     | 2-3       | 0-2    | 2-4    |
| 41 | Robert Bettauer   | 1-2       | 1-0    | 2-2    |
| 42 | Jocelyn Robichaud | 1-0       | 1-2    | 2-2    |
| 43 | Mark Greenan      | 0-0       | 2-2    | 2-2    |
| 44 | Jim Boyce         | 2-0       | 0-1    | 2-1    |
| 45 | Harry Fritz       | 1-0       | 1-1    | 2-1    |
| 46 | Marcel Rainville  | 1-6       | 0-5    | 1-11   |
| 47 | William Cowan     | 1-0       | 0-4    | 1-4    |
| 48 | Rob Steckley      | 1-2       | 0-0    | 1-2    |
| 49 | Ellis Tarshis     | 1-1       | 0-0    | 1-1    |
| 50 | Bruno Agostinelli | 1-1       | 0-0    | 1-1    |
| 51 | Greg Halder       | 0-1       | 1-0    | 1-1    |
| 52 | Adil Shamasdin    | 0-0       | 1-1    | 1-1    |
| 53 | Peter Burwash     | 1-0       | 0-0    | 1-0    |
| 54 | Sébastien Leblanc | 1-0       | 0-0    | 1-0    |
| 55 | Jerry Turek       | 1-0       | 0-0    | 1-0    |
| 56 | Matt Klinger      | 1-0       | 0-0    | 1-0    |
| 57 | Liam Draxl        | 0-0       | 1-0    | 1-0    |
| 58 | Francois Godbout  | 0-12      | 0-3    | 0-15   |
| 59 | Brayden Schnur    | 0-3       | 0-3    | 0-6    |
| 60 | Steven Diez       | 0-4       | 0-0    | 0-4    |
| 61 | Paul Bennett      | 0-2       | 0-1    | 0-3    |

| #  | Tennista          | Singolare | Doppio | Totale |
| -- | ----------------- | --------- | ------ | ------ |
| 62 | Derek Segal       | 0-2       | 0-1    | 0-3    |
| 63 | Laird Watt        | 0-1       | 0-2    | 0-3    |
| 64 | Martin Laurendeau | 0-1       | 0-2    | 0-3    |
| 65 | Henri Laframboise | 0-2       | 0-0    | 0-2    |
| 66 | Leroy Rennie      | 0-2       | 0-0    | 0-2    |
| 67 | Robert Murray     | 0-2       | 0-0    | 0-2    |
| 68 | Bruce Hall        | 0-2       | 0-0    | 0-2    |
| 69 | Filip Peliwo      | 0-2       | 0-0    | 0-2    |
| 70 | Walter Martin     | 0-1       | 0-1    | 0-2    |
| 71 | Ross Wilson       | 0-1       | 0-1    | 0-2    |
| 72 | Walter Stohlberg  | 0-1       | 0-1    | 0-2    |
| 73 | Arthur Ham        | 0-0       | 0-2    | 0-2    |
| 74 | Douglas Cameron   | 0-1       | 0-0    | 0-1    |
| 75 | Donald McDiarmid  | 0-1       | 0-0    | 0-1    |
| 76 | Robert Puddicombe | 0-1       | 0-0    | 0-1    |
| 77 | Reider Getz       | 0-1       | 0-0    | 0-1    |
| 78 | Bobby Kokavec     | 0-1       | 0-0    | 0-1    |
| 79 | George Holmes     | 0-0       | 0-1    | 0-1    |
| 80 | Philip Pearson    | 0-0       | 0-1    | 0-1    |
| 81 | William Pedlar    | 0-0       | 0-1    | 0-1    |
| 82 | Edgar Lanthier    | 0-0       | 0-1    | 0-1    |
| 83 | George Robinson   | 0-0       | 0-1    | 0-1    |
| 84 | Gordon MacNeil    | 0-0       | 0-1    | 0-1    |
| 85 | James Macken      | 0-0       | 0-1    | 0-1    |
| 86 | Pierre Lamarche   | 0-0       | 0-1    | 0-1    |
| 87 | Richard Legendre  | 0-0       | 0-1    | 0-1    |
| 88 | Brian Gyetko      | 0-0       | 0-1    | 0-1    |

## Andamento
La seguente tabella riflette l'andamento della squadra dal 1990 ad oggi.
| Pos.           | 90 | 91 | 92 | 93 | 94 | 95 | 96 | 97 | 98 | 99 | 00 | 01 | 02 | 03 | 04 | 05 | 06 | 07 | 08 | 09 | 10 | 11 | 12 | 13 | 14 | 15 | 16 | 17 | 18 | 19 | 21 | 22 | 23 | 24 |
| -------------- | -- | -- | -- | -- | -- | -- | -- | -- | -- | -- | -- | -- | -- | -- | -- | -- | -- | -- | -- | -- | -- | -- | -- | -- | -- | -- | -- | -- | -- | -- | -- | -- | -- | -- |
| Campione       |    |    |    |    |    |    |    |    |    |    |    |    |    |    |    |    |    |    |    |    |    |    |    |    |    |    |    |    |    |    |    | 1o |    |    |
| Finalista      |    |    |    |    |    |    |    |    |    |    |    |    |    |    |    |    |    |    |    |    |    |    |    |    |    |    |    |    |    |    |    |    |    |    |
| SF             |    |    |    |    |    |    |    |    |    |    |    |    |    |    |    |    |    |    |    |    |    |    |    |    |    |    |    |    |    |    |    |    |    |    |
| QF             |    |    |    |    |    |    |    |    |    |    |    |    |    |    |    |    |    |    |    |    |    |    |    |    |    |    |    |    |    |    |    |    |    |    |
| OF             |    |    |    |    |    |    |    |    |    |    |    |    |    |    |    |    |    |    |    |    |    |    |    |    |    |    |    |    |    |    |    |    |    |    |
| Qualificazioni | x  | x  | x  | x  | x  | x  | x  | x  | x  | x  | x  | x  | x  | x  | x  | x  | x  | x  | x  | x  | x  | x  | x  | x  | x  | x  | x  | x  | x  |    |    |    |    |    |
| Gruppo I       |    |    |    |    |    |    |    |    |    |    |    |    |    |    |    |    |    |    |    |    |    |    |    |    |    |    |    |    |    |    |    |    |    |    |
| Gruppo II      |    |    |    |    |    |    |    |    |    |    |    |    |    |    |    |    |    |    |    |    |    |    |    |    |    |    |    |    |    |    |    |    |    |    |
| Gruppo III     | x  | x  |    |    |    |    |    |    |    |    |    |    |    |    |    |    |    |    |    |    |    |    |    |    |    |    |    |    |    |    |    |    |    |    |
| Gruppo IV      | x  | x  | x  | x  | x  | x  | x  |    |    |    |    |    |    |    |    |    |    |    |    |    |    |    | x  | x  | x  | x  | x  | x  | x  | x  | x  | x  |    |    |

Legenda
- Campione: La squadra ha conquistato la Coppa Davis.
- Finalista: La squadra ha disputato e perso la finale.
- SF: La squadra è stata sconfitta in semifinale.
- QF: La squadra è stata sconfitta nei quarti di finale.
- OF: La squadra è stata sconfitta negli ottavi di finale (1º turno). Dal 2019 sostituito dal Round Robin.
- Qualificazioni: La squadra è stata sconfitta al turno di qualificazione. Istituito nel 2019.
- Gruppo I: La squadra ha partecipato al Gruppo I della propria zona di appartenenza.
- Gruppo II: La squadra ha partecipato al Gruppo II della propria zona di appartenenza.
- Gruppo III: La squadra ha partecipato al Gruppo III della propria zona di appartenenza.
- Gruppo IV: La squadra ha partecipato al Gruppo IV della propria zona di appartenenza.
- x: Ove presente, la x indica che in quel determinato anno, il Gruppo in questione non è esistito.

## Squadre vincitrici

### 2022
- Felix Auger-Aliassime
- Denis Shapovalov
- Vasek Pospisil
- Gabriel Diallo
- Alexis Galarneau
- Cap. Frank Dancevic